# Lenje jezik
Lenje jezik (ISO 639-3: leh; chilenje, chinamukuni, ciina, lengi, lenji, mukuni), nigersko-kongoanski jezik iz centralne skupine bantu jezika u zoni M. Njime govori oko 156 000 ljudi (2006) u provinciji Central i močvarnom području Lukanga, Zambija. Ima dva dijalektta, twa (lukanga) i lenje.
Čini posebnu jezičnu podskupinu unutar šire skupine Lenje-Tonga (M.60). Etnička grupa ili pleme zove se Walenje ili Lenje.

## Vanjske poveznice
- Ethnologue (14th)
- Ethnologue (15th)